# Діана Гольде
Діа́на Го́льде (нар. 22 квітня 1972) — українська поетеса, автор текстів пісень. Пише як українською, так і російською мовами.

## Біографія
Народилася 22 квітня 1972 року в Естонській РСР. Читати навчилася в 4 роки, а в 10 років вже перечитала усі книжки в дитячій бібліотеці й стала наймолодшим читачем у бібліотеці для дорослих. Закінчила музичну школу з класу акордеона й фортепіано.
Після закінчення школи поїхала в Москву, де вступила на вокальний відділ училища імені Гнєсіних. Після трагічної загибелі свого молодого чоловіка, Діана вирішила змінити своє життя, оскільки залишатися більше в Москві не могла. Як розповідає сама Діана: — «одного чудового дня розгорнула мапу, закрила очі й навмання ткнула пальцем». Там опинилася столиця України — з початку 1990-х років Гольде мешкає і працює в Києві.
Плануючи оселитися у незнайомій країні, Діана ретельно займалася вивченням української мови, і з власного зізнання, була шокована зіткнувшись з російськомовним Києвом — доти їй здавалося, що всі в Україні розмовляють виключно по-українськи. Проте надалі досконале знання української (їй навіть вдалося добитися правильної вимови) пішло їй на користь, коли вона стала поетесою-пісняркою, пишучи тексти, як російською, так і українською мовами.
Гольде познайомилася з композитором Сергієм Гримальським, він запропонував їй написати вірші на готову музику. Першою піснею зі словами Гольде стала «Не забувай», яку виконала Євгенія Власова. Діана набула популярності у певних колах і незабаром вже співпрацювала з Віктором Павликом, Петром Чорним, Дмитром Климашенком, Катериною Бужинською, Таїсією Повалій.
Після знайомства з Костянтином Меладзе Гольде погодилася створювати тексти для його музики, і написала кілька пісень для мюзиклів «Вечори на хуторі біля Диканьки», «Попелюшка», «Сорочинський ярмарок». Потім прийняла пропозицію взяти участь у «Фабриці зірок 7», написала пісні учасникам. Саме її перу належить пісня «Мамо», яку А. Приходько виконала на конкурсі «Євробачення 2009». Не менш відомою стала пісня «Любовь в большом городе» з однойменного фільму в виконанні Віри Брежнєвої.
З власного зізнання, вважає себе не поетесою, а поетесою-пісняркою. Тримається дуже скромно, майже не дає інтерв'ю. Інформації про поетесу дуже мало.

## Творчість
- «Мамо» — «Євробачення 2009» — Анастасія Приходько
- «Любовь в большом городе» — «Кохання у великому місті» (саундтрек) — Віра Брежнєва
- «Постой, муЩина» — Світлана Лобода
- «Не Мачо» — Світлана Лобода
- «Не покидай» — Світлана Лобода
- «Холодная ночь» — Віталій Козловський
- «Цепочка» — Віталій Козловський
- «Нерозгадані сни» — Віталій Козловський
- «Я тебя найду» — Віталій Козловський
- «Обещание» — Віталій Козловський
- «Ты хотела» — Віталій Козловський
- «Где-то далеко» — Віталій Козловський
- «Ты из тех самых» — «НеАнгелы»
- «BOY» — «НеАнгелы»
- «Прощай, любимый мой» — «НеАнгелы»
- «Диско» — «НеАнгелы»
- «Танцуй со мной» — «НеАнгелы»
- «Чарами» — «НеАнгелы»
- «Юра, прости» — «НеАнгелы»
- «Я знаю, это ты» — «НеАнгелы»
- «Только люби!» — «НеАнгелы»
- «Птица-душа» — Таїсія Повалій
- «Ночь-разлучница» — Таїсія Повалій
- «Достучаться до небес» — Таїсія Повалій
- «Чар-зілля» — Таїсія Повалій
- «Доля» — Таїсія Повалій
- «Я улечу» — «Авіатор»
- «Мания» — «Авіатор»
- «Чёрным по белому» — «Авіатор»
- «Капитаны» — «Авіатор»
- «Я улечу» — «Авіатор»
- «Серебром» — Василь Бондарчук
- «Девушки Бонда» — «А.Р.М.И.Я.»
- «Вызываю на бой» — «А. Р. М. И. Я.»
- «Sexual Revolution» — «А. Р. М. И. Я.»
- «Небо-шатёр» — Петро Чорний
- «Шала-лэйла» — Петро Чорний
- «У любви свои секреты» — Петро Чорний
- «Золото монет» — Дмитро Климашенко
- «Это не вечность» — Дмитро Климашенко
- «Ветер надежды» — Євгенія Власова
- «Украду тебя» — «4 Короля»
- «Невесомо» — Тетяна Богачова («Фабрика зірок 7»)
- «Мало-помалу» — «Інь-Ян» («Фабрика зірок 7»)
- «Пять цветов любви» — Марко Тішман («Фабрика зірок 7»)
- «Живой цветок» — Дмитро Бікбаєв («Фабрика зірок 7»)
- «Плюс и минус» — Сергій Ашихмін («Фабрика зірок 7»)
- «Нет, нет, нет» «БиС» («Фабрика зірок 7»)
- «Камикадзе» — «Інь-Ян»
- «Небеса Европы» — Олександр Рибак

### Пісні з мюзиклів
- «Ой, як же було» — «Вечори на хуторі біля Диканьки» (фінальний трек) — Олег Скрипка й Ані Лорак
- «Зима-зима» — «Попелюшка» (пісня Феї) — Лариса Доліна
- «Доля» — «Попелюшка» — Олег Скрипка
- «Квітка-душа» — «Сорочинський ярмарок» — Ніна Матвієнко
- «Ой, говорила чиста вода» — «Сорочинський ярмарок» — ВІА Гра
- «Кажуть, все мине» — «Сорочинський ярмарок» — Георгій Хостікоєв (існує версія у виконанні Костянтина Меладзе)
- «Не купишь любовь» — «Сорочинський ярмарок» (фінальний трек) — Валерій Меладзе, Софія Ротару, Андрій Данилко, ВІА Гра